# 薩爾梅 (愛沙尼亞)

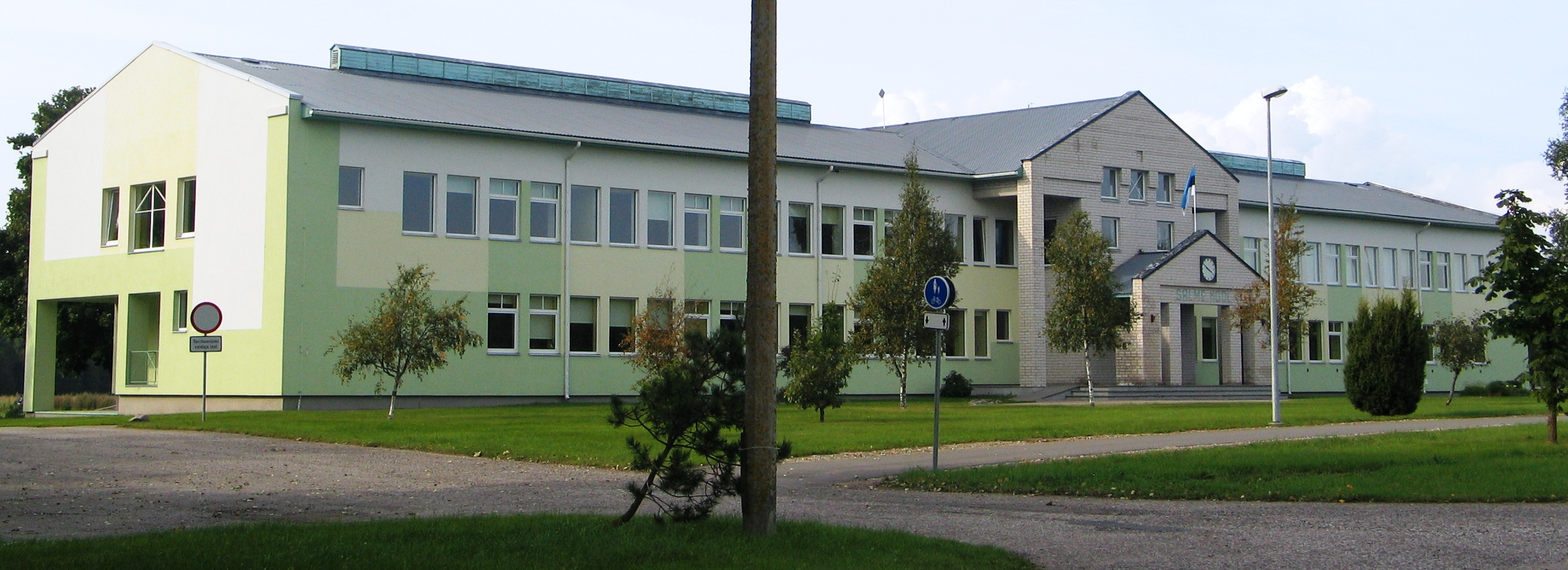
萨尔梅小学

薩爾梅，是愛沙尼亞薩雷縣萨雷马市镇内的小鎮，位於該國西部，曾是原薩爾梅市镇的行政中心，處於首都塔林西南面200公里，2012年該小鎮人口576。